# A View to a Kill
A View to a Kill (Brasil: 007 - Na Mira Dos Assassinos / Portugal: 007 - Alvo em Movimento) é o décimo quarto filme da franquia James Bond no cinema, lançado em 1985, e traz Roger Moore interpretando pela sétima e última vez o papel de 007.
Este filme marcou a despedida oficial da atriz Louis Maxwell (1927-2007), como intérprete de Miss Moneypenny, e a estreia do ator sueco Dolph Lundgren no cinema.

## Sinopse
O agente James Bond deve investigar o que há por trás do haras de Max Zorin, industrial que pretende controlar o mercado de microchips. Descobre um plano de destruir as indústrias de processadores localizadas no Vale do Silício e matar milhões de pessoas.

## Elenco
- Roger Moore como James Bond
- Tanya Roberts como Stacey Sutton
- Christopher Walken como Max Zorin
- Grace Jones como May Day
- Robert Brown como M
- Desmond Llewelyn como Q
- Fiona Fullerton como Pola Ivanova

## Bilheteria e recepção
A View to a Kill custou US$ 30 milhões e obteve US$ 152 milhões de renda. Uma das críticas mais frequentes foi a idade de 57 anos de Roger Moore. O próprio Moore admite que considera este o seu filme menos favorito. A atuação de Tanya Roberts foi criticada. As atuações de Grace Jones e Christopher Walker foram elogiadas, assim como as cenas de ação e trilha sonora.[carece de fontes?]